# Pleopodoscia isabellensis
Pleopodoscia isabellensis är en kräftdjursart som beskrevs av Karl Wilhelm Verhoeff1942. Pleopodoscia isabellensis ingår i släktet Pleopodoscia och familjen Philosciidae. Inga underarter finns listade i Catalogue of Life.